# Culture (album Migos)
Culture – drugi studyjny album amerykańskiego tria hip hopowego Migos. Został wydany 27 stycznia 2017 roku przez Quality Control Music i YRN Tha Label i dystrybuowany przez 300 Entertainment. Na albumie gościnnie wystąpili DJ Khaled, Lil Uzi Vert, Gucci Mane, 2 Chainz i Travis Scott, a produkcją zajmowali się między innymi Metro Boomin i Murda Beatz.
Culture wspierały trzy single: „Bad and Boujee”, „T-Shirt” i „Slippery”. Album otrzymał ogólnie pozytywne recenzje krytyków i zadebiutował na pierwszym miejscu listy Billboard 200 w USA. Uplasował się również na szczycie listy albumów R & B / Hip-Hop w USA, stając się pierwszym albumem Migos na obu listach przebojów. Album zadebiutował również jako numer jeden na kanadyjskiej liście albumów. W lipcu 2017 roku album otrzymał platynę od Recording Industry Association of America (RIAA). Został nominowany do Best Rap Album na Grammy Awards 2018.

## Lista utworów
| Nr  | Tytuł                                 | Twórcy                                                                                            | Muzyka                                | Czas  |
| --- | ------------------------------------- | ------------------------------------------------------------------------------------------------- | ------------------------------------- | ----- |
| 1.  | „Culture” (feat. DJ Khaled)           | - Quavious Marshall - Kirshnik Ball - Kiari Cephus - Khaled Khaled - Dwan Avery - Jeffrey LaCroix | - DY - Tre Pounds                     | 2:33  |
| 2.  | „T-Shirt”                             | - Marshall - Ball - Cephus - James Rosser, Jr. - Brandon Rackley - Trevon Campbell                | - Nard & B - XL Eagle                 | 4:02  |
| 3.  | „Call Casting”                        | - Marshall - Ball - Cephus - Tyron Douglas - Rubin Sanders                                        | - Buddah Bless - Bron Bron            | 3:52  |
| 4.  | „Bad and Boujee” (feat. Lil Uzi Vert) | - Marshall - Cephus - Symere Woods - Robert Mandell - Leland Wayne                                | - Metro Boomin - G Koop               | 5:43  |
| 5.  | „Get Right Witcha”                    | - Marshall - Ball - Cephus - Shane Lindstrom - Xavier Dotson                                      | - Murda Beatz - Zaytoven              | 4:17  |
| 6.  | „Slippery” (feat. Gucci Mane)         | - Marshall - Ball - Cephus - Radric Davis - Grant Decouto - Joshua Parker                         | - Deko - OG Parker                    | 5:04  |
| 7.  | „Big on Big”                          | - Marshall - Ball - Cephus - Dotson                                                               | Zaytoven                              | 4:50  |
| 8.  | „What the Price”                      | - Marshall - Ball - Cephus - Ricky Harrell - Keanu Torres - William Gaskins                       | - Ricky Racks - Keanu Beats - 808Godz | 4:08  |
| 9.  | „Brown Paper Bag”                     | - Marshall - Ball - Cephus - Dotson                                                               | Zaytoven                              | 3:31  |
| 10. | „Deadz” (feat. 2 Chainz)              | - Marshall - Ball - Cephus - Tauheed Epps - Ronald LaTour                                         | Cardo                                 | 4:34  |
| 11. | „All Ass”                             | - Marshall - Ball - Cephus - Nathaniel Caserta                                                    | Purps                                 | 4:54  |
| 12. | „Kelly Price” (feat. Travis Scott)    | - Marshall - Ball - Cephus - Jacques Webster II - Courtney Elkins - Jared Jackson                 | - Cash Clay Beats - Deraj Global      | 6:03  |
| 13. | „Out Yo Way”                          | - Marshall - Ball - Cephus - Caserta - Joshua Cross                                               | - Purps - Cassius Jay                 | 4:48  |
|     |                                       |                                                                                                   | Całkowita Długość:                    | 58:25 |

## Sprzedaż
Culture zadebiutował na pierwszym miejscu listy Billboard 200 w USA, sprzedając się w ilości 131 000 egzemplarzy w pierwszym tygodniu. Album uplasował się również na szczycie listy najlepszych albumów R & B / Hip-Hop w USA, stając się pierwszym albumem Migos, który zajął pierwsze miejsce na obu listach przebojów. Od 5 lipca 2017 r. album został sprzedany w Stanach Zjednoczonych w ilości 1 002 000 jednostek. W dniu 14 lipca 2017, Culutre został certyfikowany platyną przez Recording Industry Association of America (RIAA).
Album zadebiutował również na pierwszym miejscu na kanadyjskiej liście albumów ze sprzedażą 2000 kopii w pierwszym tygodniu.

## Pozycje na listach

### Pozycje pod koniec roku
| Lista (2017)                           | Pozycja |
| -------------------------------------- | ------- |
| Canadian Albums (Billboard)            | 13      |
| Danish Albums (Hitlisten)              | 60      |
| Dutch Albums (MegaCharts)              | 81      |
| New Zealand Albums (RMNZ)              | 46      |
| Swedish Albums (Sverigetopplistan)     | 78      |
| USA Billboard 200                      | 8       |
| USA Top R&B/Hip-Hop Albums (Billboard) | 6       |

| Lista (2018)                          | Pozycja |
| ------------------------------------- | ------- |
| USA Billboard 200                     | 66      |
| US Top R&B/Hip-Hop Albums (Billboard) | 44      |

### Pozycje pod koniec dekady
| Lista (2010–2019) | Pozycja |
| ----------------- | ------- |
| USA Billboard 200 | 83      |

## Certyfikaty
| Kaj            | Certyfikatk | Ilość sprzedanych egzemplarzy |
| -------------- | ----------- | ----------------------------- |
| Dania (IFPI)   | Platyna     | 20,000                        |
| Francja (SNEP) | Złoto       | 50,000                        |
| UK (BPI)       | Serbo       | 60,000                        |
| USA (RIAA)     | Platyna     | 1,000,000                     |